# 沙提省
沙提省（阿拉伯语：وادي الشاطئ）是利比亞的一個省，位於該國西部，西鄰阿爾及利亞。面積97,160平方公里。2003年人口77,203人。首府比拉克。
1. ↑  . statoids.com.   [27 October 2009]. （原始内容存档于2019-11-21）.